# The Indipop Retrospective
The Indipop Retrospective  é uma coletânea e décimo segundo álbum de estúdio da cantora inglesa Sheila Chandra. O álbum apresenta canções realizadas pela cantora na sua antiga gravadora, a Indipop label.
O álbum é apresenta um período mais experimental da cantora, não contendo os grandes hits da cantora. O disco apresenta uma grande variedade de canções com temas sacros, tendo a cantora buscado influência na música raga indiana e nos seus  mantras religiosos. 

## Lista de músicas
- Lament of McCrimmon
- One
- Quiet 3
- Quiet 9
- This
- Mecca
- Nada Brahma
- Prema, Shanti, Dharma, Satya
- Mien
- Om Shanti Om
- Village Girl
- Crescent Silver Scythe